# Paul McDowell (remer)
Paul McDowell   (Filadèlfia, 17 de gener de 1905 - Filadèlfia, 14 d'agost de 1962) fou un remer estatunidenc que va competir durant la dècada de 1920.
El 1928 va prendre part en els Jocs Olímpics d'Amsterdam, on disputà la prova del dos sense timoner del programa de rem. Formant parella amb John Schmitt guanyà la medalla de bronze.